# هانس جون
هانس جون (بالألمانية: Hans John)‏ هو مقاوم ومحامي ألماني، ولد في 31 أغسطس 1911 في Ziegenhain ‏ في ألمانيا، وتوفي في 22 أبريل 1945 في برلين في ألمانيا بسبب إعدام رميا بالرصاص.